# Головний міністр Делі
Головний міністр Делі (англ. Chief Minister of Delhi) — голова Ради міністрів Національної столичної території Делі, голова її виконавчої влади.
| Список | Список                | Список          | Список         | Список | Список                                        |
| ------ | --------------------- | --------------- | -------------- | ------ | --------------------------------------------- |
| №      | Ім'я                  | Початок терміну | Кінець терміну | Партія | Коментар                                      |
| 1      | Чаудхарі Брахм Пракаш | 1952            | 1955           | ІНК    |                                               |
| 2      | Ґ. Н. Сінґх           | 1955            | 1956           | ІНК    | Делі став союзною територію, посаду скасовано |
| 3      | Мадан Лал Хурана      | 1993            | 1996           | БДП    | Пішов у відставку через Хавальський процес    |
| 4      | Сахіб Санґх Верма     | 1996            | 1997           | БДП    | Пішов у відставку через підвищення цін        |
| 5      | Сушма Сварадж         | 1997            | 1998           | БДП    |                                               |
| 6      | Шейла Дікшіт          | 1998            | 2013           | ІНК    |                                               |